# Commando Trépel
 (juin 2016).
Si vous disposez d'ouvrages ou d'articles de référence ou si vous connaissez des sites web de qualité traitant du thème abordé ici, merci de compléter l'article en donnant les références utiles à sa vérifiabilité et en les liant à la section « Notes et références ».
Le commando Trépel est un des sept commandos marine de la Marine nationale française.
Basé à Lorient, le commando est spécialisé dans le contre-terrorisme terrestre et maritime, l'assaut à la mer, la libération d'otages et l’extraction de ressortissants.
Il est rattaché au commandement des opérations spéciales depuis 1992.
Héritier direct du 1er bataillon de fusiliers marins commandos qui s'était constitué durant la seconde Guerre mondiale en Grande-Bretagne, il porte le nom du capitaine de corvette Charles Trépel qui fut, avec Philippe Kieffer, l'un des créateurs des commandos français et qui disparaît lors d'un raid de sondage, au nom de code Premium, sur les côtes néerlandaises, à Wassenaar, dans la nuit du 27 au 28 février 1944. L'Amiral Christophe Prazuck, chef d'état-major de la Marine, déclare sous l'Arc de triomphe le 28 février 2020 lors de la cérémonie de commémoration de sa mort et de ses cinq compagnons qu' "on raconte qu'il fut le seul  homme à avoir réussi trois fois le stage commando  à Achnacarry".
Il comprend en son sein un groupe CTLO (Contre-terrorisme et libération d’otages), comme le commando Jaubert.

## Actions notoires
- 1947 : le commando participe à la Guerre d'Indochine, en étant embarqué sur le Richelieu puis sur le Gloire.
- 1952 : il est envoyé en Tunisie pour maintenir l'ordre dans les régions de Bizerte, Mateur et Sfax.
- 1955 - 1960 : le commando Trépel est déployé en Algérie, en particulier dans les provinces d’Alger et de Bone, dans le Djebel de Mzi.
- 1969 : intervention au Tchad.
- 1978 : opération Tacaud au Tchad.
- 1983 - 1984 : le commando est déployé au sein de la FMSB, au Liban. Elle est l'une des dernières unités à quitter le port de Beyrouth.
- 1989 : Opération Capselle à Beyrouth, au Liban.
- 1990 - 1991 : le commando Trépel participe à l'Opération Artimon et prend part à l'Opération Daguet à bord du TCD Foudre dans le cadre de la Guerre du Golfe.
- De 1992 à 1999, à la suite de son intégration au COS, le commando Trépel est présent sur de nombreux théâtres d'opérations : Zaïre, Haïti, Mururoa, Djibouti, Adriatique, Somalie,Guinée bissau, Antilles, Afrique équatoriale, Rwanda...
- 1994 - 1995 : participation à l'Opération Turquoise, au Rwanda.
- 1996 : Opération Badge en Afghanistan.
- 1997 : Opérations Maracuja aux Caraïbes.
- 1999 : Opération Sental au Timor Oriental. Durant cette opération, le commando a dirigé un groupe interarmées de forces spéciales.
- 1999 à 2001 : déploiement en ex-Yougoslavie. Il reprend aussi la direction d'un groupe interarmées de forces spéciales.
- 2001 - Présent : opérations durant la guerre d'Afghanistan.
- 17 décembre 2010 : participation à l'opération "HK35"[3], en Afghanistan, au cours de laquelle l'un de ses membres (chef de groupe de l’opération) est tué par un chef taliban lors d’un affrontement armé, alors que les hommes du commando et d’autres opérateurs du COS étaient en mission infiltration/renseignement. Deux chefs talibans ainsi qu'une trentaine de combattants seront neutralisés par le commando et les appuis.

## Fanion
Le 24 mai 2012, son fanion est décoré de la croix de la valeur militaire avec une palme.